# Восемь незарегистрированных правителей

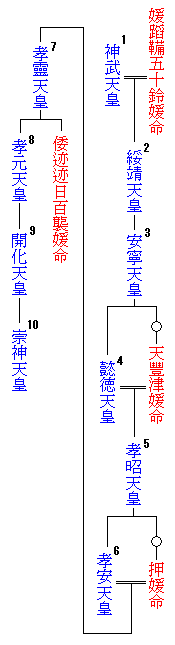
Генеалогическое древо императоров Японии (1-й — 10-й; императоры обозначены синим)

Восемь незарегистрированных правителей (яп. 欠史八代 Кэсси хатидай) — восемь императоров Японии, следующих за Дзимму, с которыми не связано ни одной легенды. В Кодзики и Нихон сёки упомянуты только их имена и генеалогия.

## Краткие сведения
Восемь правителей, следующих за Дзимму, но предшествующих Судзину, считаются вставными правителями. Как было выяснено, шесть из восьми правителей, предшествовавших государю Мимаки, были женаты на женщинах одного поколения (из клана Сики-но агата-нуси) и, следовательно жили в одно время. Видимо, они являлись местными владыками отдельных территорий в Центральной Японии. Впоследствии, для того чтобы удревнить династию Ямато, они были записаны как правители, сменявшие друг друга на троне.
По мнению Иноуэ Мицусады генеалогические сведения о «восьми правителях», вероятно, относятся к периоду начала II — III векам н. э. Сходное мнение высказала и Джина Л. Барнс в своей монографии «Доисторическое Ямато: Археология первого японского государства» (1988 года). Она предложила датировать историю о государе Дзимму II или III веком н. э., относя его правление к периоду позднего яёи. А всех правителей после Дзимму и до государя Судзина (людей с высоким социальным статусом, которых упоминают летописи) посчитала необходимым «сжать» в одно поколение [которое, в результате, помещалось в конец III — начало IV веков н. э.]. Эту идею поддержал Эдвард Киддер (младший), сочтя её «совершенно разумной». Мацумото Сэйтё пришел к выводу, что «восемь правителей», царствовавших после Дзимму, все были вождями знатных родов равнины Ямато. Их курганы (яп. мисасаги) он датирует периодом раннего кофун (конец III — начало IV веков н. э.). Это может указывать на реальное время их деятельности. Следовательно, деятельность «восьми правителей» должна была проходить в период между концом III века н. э. и годом вступления государя Мимаки (Судзина) на престол [324 годом испр. хрон.].
В связи с этим, новейшие археологические открытия, касающиеся первого столетия существования Ямато, получившего название периода «политического центра в Сики» (между 250-м и 350-м годами н. э.), привели к очень интересным выводам. Большинство находок было сделано в юго-восточной части равнины Нара в области Сики (район с центром в современном городе Сакураи) около горы Мива. Причём основная часть находок приходится на район расположения шести крупнейших курганов, построенных в период между 250-м и 350-м годами н. э.:
1. курган Хасихака в городе Сакураи (280 м длиной) — захоронение дочери Кōрэя (7-го) — Ямато-тотохи-момосо-бимэ;
2. курган Тоби Тяусу-яма в Сакураи (207 м) — предположительно, захоронение старшего сына Кōгэна (8-го) и сподвижника Судзина — знаменитого Ō-бико (др.-яп. Опо-пико);
3. курган Мэсури-яма в Сакураи (240 м) — предположительно, захоронение сына Ō-бико — Такэ-нуна-кава-вакэ;
4. курган Андон-яма в Тэнри, теперь считающийся местом захоронения Судзина (240 м);
5. курган Ниситонодзука в городе Тэнри (230 м) — предположительно, захоронение дочери Судзина (10-го) — Тоё-суки-ири-химэ;
6. курган Сибутани Муко-яма является могилой внука Судзина — Кэйкō (310 м).

|   | На русском        | На японском         | Время на престоле                                  |
| - | ----------------- | ------------------- | -------------------------------------------------- |
| 2 | Император Суйдзэй | 綏靖天皇 すいぜい   | 23 февраля 581 до н. э. — 28 июня 549 до н. э.     |
| 3 | Император Аннэй   | 安寧天皇 あんねい   | 31 августа 549 до н. э. — 17 января 510 до н. э.   |
| 4 | Император Итоку   | 懿徳天皇 いとく     | 15 марта 510 до н. э. — 06 октября 477 до н. э.    |
| 5 | Император Косё    | 孝昭天皇 こうしょう | 21 февраля 475 до н. э. — 05 сентября 393 до н. э. |
| 6 | Император Коан    | 孝安天皇 こうあん   | 03 марта 392 до н. э. — 27 февраля 291 до н. э.    |
| 7 | Император Корэй   | 孝霊天皇 こうれい   | 19 февраля 290 до н. э. — 27 марта 215 до н. э.    |
| 8 | Император Когэн   | 孝元天皇 こうげん   | 21 февраля 214 до н. э.. — 14 октября 158 до н. э. |
| 9 | Император Кайка   | 開化天皇 かいか     | 29 декабря 158 до н. э. — 23 мая 98 до н. э.       |